# Tamlyn Tomita
Tamlyn Naomi Tomita (Okinawa, 27 gennaio 1966) è un'attrice statunitense.
È nota per aver interpretato Kumiko nel film del 1986 Karate Kid II - La storia continua... (1986) e nella serie spin-off Cobra Kai (2018-2021); Shen Xiaoyi in Stargate SG-1 e Stargate Atlantis (2006-2008); Allegra Aoki in The Good Doctor (2017-1018); il Commodoro Oh nella serie televisiva Star Trek: Picard (2020).
Il suo ruolo di co-protagonista del cortometraggio diretto da Cameo Wood Real Artists le è valso un premio quale miglior attrice al FantaSci Film Fest, nel 2017, e un premio quale miglior attrice non protagonista al Miami International Science Fiction Film Festival, nel 2018, oltre ad altre candidature a premi minori. Nel 2001 è stata inoltre premiata con un Asiam Media Award all'Asian American International Film Festival.

## Biografia
Tamlyn Tomita è una nippo-americana di seconda generazione. Nasce in una base statunitense a Okinawa il 26 gennaio 1966 da Shiro e Asako Tomita. Il padre è un illustratore nippo-statunitense che, durante la seconda guerra mondiale, viene internato nel famigerato campo di concentramento di Manzanar, in California. Conosce la madre di Tamlyn mentre è di stanza a Okinawa, tra la Guerra di Corea e la Guerra del Vietnam. La madre è per metà giapponese e per metà filippina, nata a Manila ed emigrata a Okinawa dopo la seconda guerra mondiale. Tornato a Los Angeles, nel dopoguerra, il padre entra a far parte della polizia di Los Angeles, raggiungendo il grado di sergente e contribuendo a formare la prima task force asiatica del corpo. Muore di cancro nel 1990.
Tamlyn Tomita cresce a Los Angeles, dove freqeunta la Granada Hills High School nella San Fernando Valley. Nel 1984 si aggiudica il titolo di Reginetta al Nisei Week Japanese Festival di Los Angeles e nel 1985 quello di Miss Nikkei International. Intenzionata a diventare un'insegnante di storia, frequenta l'Università di Los Angeles (UCLA). Durante il suo terzo anno all'università, sollecitata da Helen Funai, la reginetta del Nisei Week del 1963, sostiene un provino per la parte di Kumiko nel film del 1986 Karate Kid II - La storia continua..., sequel del precedente Per vincere domani - The Karate Kid, entrambi diretti John G. Avildsen. Promette ai suoi genitori che avrebbe finito l'università e poi avrebbe intrapreso la carriera di attrice. Il ruolo le viene assegnato e che riprenderà successivamente anche nella serie televisiva spin off del franchise cinematografico Cobra Kai, in cui compare tra il 2018 e il 2021 in tre episodi della prima e terza stagione. Comparirà inoltre, nella veste di doppiatrice, nella serie animata del 1989 The Karate Kid.
Nel 1987 è in televisione, con un piccolo ruolo nell'episodio Sitting Ducks della prima stagione della serie televisiva Vietnam addio. Nello stesso anno ottiene il ruolo di Ming Li nella soap opera Santa Barbara, in cui rimarrà fino al 1988, interpretando un totale di 31 episodi. Sempre nel 1987 pubblica l'album Sweet Surprise e un singolo per la Polydor Records.
Dopo Karate Kid II - La storia continua..., Tamlyn Tomita ottiene diversi ruoli importanti in numerosi film indipendenti. Il suo ruolo più importante è quello di Lily Yuriko Kawamura, co-protagonista del film drammatico del 1990 Benvenuti in paradiso (Come to See Paradise), diretto da Alan Parker, film sull'internamento dei nippo-americani nel campo di concentramento di Manzanar durante la seconda guerra mondiale. Nel 1993, recita insieme a Ming-Na Wen nel film drammatico corale Il circolo della fortuna e della felicità, diretto da Wayne Wang e tratto dal romanzo omonimo di Amy Tan. L'anno successivo ha un ruolo nel film indipendente Il prezzo della vita. Sempre nel 1994 è nell'episodio della terza stagione della serie televisiva Highlander, Il samurai. La serie fa parte del franchise iniziato con il film del 1986 Highlander - L'ultimo immortale, interpreato da Christopher Lambert e Sean Connery. Nell'episodio della serie Tamlyn Tomita interpreta il personaggio di Midori Koto, discendente del samurai del XVIII secolo Hideo Koto, amico e maestro di arti marziali di Duncan MacLeod (Adrian Paul). Nel 1995 è nel ruolo di co-protagonista nell'episodio I cattivi (The Misbehavers), diretto da Robert Rodriguez, parte del film collettivo Four Rooms. Vi interpreta la moglie dell'uomo messicano (Antonio Banderas) e madre dei bambini Sarah (Lana McKissack) e Juancho (Danny Verduzco), cui Ted (Philip Roth) deve fare da baby sitter. Dal 1996 al 1997, Tomita è un membro fisso del cast della serie drammatica di breve durata della UPN, The Burning Zone, in cui vi interpreta il personaggio della dottoressa Kimberly Shiroma.
Dal 2000 Tamlyn Tomita prende parte ad altri film indipendenti e recita in diverse importanti produzioni di Hollywood. Nel 2003 ha un ruolo da protagonista nel film indipendente Robot Stories. Nel 2004 è nel film The Day After Tomorrow - L'alba del giorno dopo diretto da Roland Emmerich, in cui interpreta il personaggio di Janet Tokada, meteorologa della National Aeronautics and Space Administration. Nel 2005 è nel film brasiliano Gaijin: Ama-me Como Sou. Nel 2006 recita in Only the Brave, film sul'unità di segregazione nippo-americana della seconda guerra mondiale 442nd Regimental Combat Team e in cui compaiono anche altri due attori protagonisti di Karate Kid, Yuji Okumoto e Pat Morita.
Tra il 2006 e il 2008 è negli episodi Insetti assassini e Il pericolo degli Ori di Stargate SG-1, prima serie televisiva del franchise di fantascienza Stargate, creato dal regista Roland Emmerich con il film omonimo nel 1994, e negli episodi La terra di nessuno e Resti di Stargate Atlantis, seconda serie televisiva del franchise. Nelle serie Tamlyn Tomita vi interpreta il personaggio della terrestre Shen Xiaoyi, delegata dell'International Oversight Advisory, in rappresentanza della Repubblica Popolare Cinese. Tra il 2008 e il 2009 fa ritorno al mondo delle soap opera interpretando il personaggio di Giselle in otto puntate di General Hospital.. Nel 2009 compare nell'episodio Il signor Monk contro il Consiglio Comunale della seconda stagione della serie televisiva Detective Monk (Monk), al fianco di Tony Shalhoub. Vi interpreta il personaggio di Eileen Hill, consigliera comunale che si dimostra ben disposta nei confronti del protagonista, Adrian Monk, quando questi chiede non venga demolito il parcheggio in cui è morta la moglie Trudy in favore della costruzione di un parco giochi, ma che scompare improvvisamente poco prima della votazione.
Nel 2010 è co-protagonista del film d'azione Tekken diretto da Dwight H. Little e tratto dal videogioco omonimo, in cui interpreta il ruolo di Jun, madre del protagonista Jin Kazama, interpretato da Jon Foo. Nel 2012 ha un ruolo ricorrente nella sooap opera della NBC Il tempo della nostra vita, dove interpreta la dottoressa Ellen Yu in tre puntate. Tra il 2014 e il 2017 compare nella serie televisiva TeenWolf, in cui interpreta il ruolo di Noshiko, madre di Kira, in 16 episodi tra la terza e la sesta stagione. Nel 2016 interpreta il ruolo fisso di Sandra Abe nella prima stagione della serie televisiva drammatica di Epix Berlin Station. Nel 2017 interpreta il personaggio di Ann Palladon, co-protagonista del cortometraggio diretto da Cameo Wood Real Artists, basato su una novella di Ken Liu. Questa interpretazione le vale un premio quale miglior attrice al FantaSci Film Fest, nel 2017; un premio quale miglior attrice non protagonista al Miami International Science Fiction Film Festival, nel 2018, e altre candidature a premi minori. Tra il 2017 e il 2019 interpreta il personaggio di Allegra Aoki, vicepresidente della fondazione che gestisce i finanziamenti del San Jose St. Bonaventure Hospital, nelle prime tre stagioni della serie televisiva di ABC The Good Doctor. Tra il 2018 e il 2019 interpreta il personaggio ricorrente di Tamiko Watanabe nella terza e quarta stagione della serie di fantascienza distopica di Prime Video L'uomo nell'alto castello (The Man in the High Castle), tratta dal celebre romanzo La svastica sul sole di Philip K. Dick.
Nel 2020 entra a far parte del cast della seconda stagione di Star Trek: Picard, settima serie televisiva live action del franchise di fantascienza Star Trek creato da Gene Roddenberry negli anni sessanta con la serie classica, nonché sequel della serie televisiva Star Trek: The Next Generation, poiché basta sulle avventure di un anziano capitano Jean-Luc Picard (Patrick Stewart) ormai ritirato dalla Flotta Stellare. Tamlyn Tomita vi interpreta il personaggio del Commodoro Oh, un ufficiale romulano in forza alla Flotta Stellare della Federazione dei Pianeti Uniti, ma in realtà una spia della Tal Shiar, il servizio di intelligence romulano.

## Vita privata
Tamlyn Tomita è stata sposata due volte. Dopo che il suo primo matrimonio è terminato con un divorzio, ha iniziato una lunga relazione con l'attore Daniel Blinkoff, con cui trascorre assieme 13 anni, fino al 2017 Nell'agosto 2021 i due si sposano e fondano assieme l'Outside In Theatre, nel quartiere di Highland Park di Los Angeles.

## Filmografia

### Attrice

#### Cinema
- Karate Kid II - La storia continua... (The Karate Kid, Part II), regia di John G. Avildsen (1986)
- Hawaiian Dream, regia di Tôru Kawashima (1987)
- Vientam, Texas, regia di Robert Ginty (1990)
- Benvenuti in paradiso (Come See the Paradise), regia di Alan Parker (1990)
- Il circolo della fortuna e della felicità (The Joy Lucky Club), regia di Wayne Wang (1993)
- Il prezzo della vita (Picture Bride), regia di Kayo Hatta (1994)
- Notes on a Scale, regia di Kenn Kashima - cortometraggio (1994)
- I cattivi (The Misbehavers), episodio di Four Rooms, regia di Robert Rodriguez (1995)
- Requiem, regia di Elizabeth Sung - cortometraggio (1995)
- Il barattolo mortale (The Killing Jar), regia di Evan Crooke (1997)
- Touch, regia di Paul Schrader (1997)
- Hundred Percent, regia di Eric Koyanagi (1998)
- Voci di morte (Soundman), regia di Steven Ho (1998)
- Kiss, regia di Richard LaGravenese (1998)
- Life Tastes Good, regia di Philip Kan Gotanda (1999)
- Betty Anderson, regia di Mako Kamitsuna - cortometraggio (2000)
- Robot Stories, regia di Greg Pak (2003)
- Day of Independence, regia di Chris Tashima - cortometraggio (2003) - non accreditata
- The Perfect Party, regia di James Huang (2004)
- The Day After Tomorrow - L'alba del giorno dopo (The Day After Tomorrow), regia di Roland Emmerich (2004)
- Gaijin: Ama-me Como Sou, regia di Tizuka Yamasaki (2005)
- True Love & Mimosa Tea, regia di Cam Eason - cortometraggio (2005)
- Only the Brave, regia di Lane Nishikawa (2006)
- Peace, regia di Craig Shimahara - cortometraggio (2006)
- The Eye, regia di David Moreau e Xavier Palud (2008)
- Why Am I Doing This?, regia di Tom Huang (2009)
- Tekken, regia di Dwight H. Little (2010)
- The Mikado Project, regia di Chil Kong (2010)
- Nómadas, regia di Ricardo Benet (2010)
- Starlight Inn, regia di Jean Shim - cortometraggio (2010)
- A Super Duper Exotic Erotic Fetish Sexy Must See Story... A Tragedy of Oriental Proportions!, regia di Jeff Liu - cortometraggio (2010)
- The Charles Kim Show, regia di Chil Kong - cortometraggio (2011)
- White Room: 02B3, regia di Greg Aronowitz - cortometraggio (2012)
- Awesome Asian Bad Guys, regia di Stephen Dypiangco e Patrick Epino (2014)
- Teacher of the Year, regia di Jason Strouse (2014)
- Operation Marriage, regia di Quentin Lee - cortometraggio (2014)
- Daddy, regia di Gerald McCullouch (2015)
- The Good Neighbor - Sotto controllo (The Good Neighbor), regia di Kasra Farahani (2016)
- The Unbidde, regia di Quentin Lee (2016)
- Seppuku, regia di Daryn Wakasa - cortometraggio (2016)
- The Oak Tree and Onigiri, regia di Masanori Baba - cortometraggio (2017)
- Real Artists, regia di Cameo Wood - cortometraggio (2017)
- The Ningyo, regia di Miguel Ortega - cortometraggio (2017)
- The Living Worst, regia di Cheryl Nichols (2019)
- I Will Make You Mine, regia di Lynn Chen (2020)
- The Right Mom, regia di Roxy Shih (2021)
- Lustration VR - Series 1, regia di Ryan Griffen - cortometraggio (2022)
- The Unreachable Star, regia di Sharon S. Park (2023)

#### Televisione
- Vietnam addio (Tour of Duty) - serie TV, episodio 1x05 (1987)
- Hiroshima Maiden, regia di Joan Darling - serie TV, episodio 1x05 (1987)
- Santa Barbara - soap opera, 31 episodi (1987-1988)
- Il muro di sangue (To Heal a Nation), regia di Michael Pressman - film TV (1988)
- Hiroshima - Inferno di cenere (Hiroshima: Out of the Ashes), regia di Peter Werner - film TV (1990)
- I casi di Rosie O'Neill (The Trials of Rosie O'Neill) - serie TV, episodio 2x09 (1991)
- In viaggio nel tempo (Quantum Leap) – serie TV, episodio 4x13 (1992)
- Raven: Return of the Black Dragons, regia di Craig R. Baxley - film TV (1992)
- Raven - serie TV, episodio 1x01 (1992)
- Babylon 5 - serie TV, episodio 1x00 (1993)
- Time Trax - serie TV, episodio 2x01 (1994)
- Vanishing Son II, regia di John Nicolella - film TV (1994)
- Hawaii - Missione speciale (One West Waikiki) - serie TV, episodio 1x01 (1994)
- Highlander – serie TV, episodio 3x01 (1994)
- Living Single - serie TV, episodio 2x05 (1994)
- Vanishing Son IV, regia di John Nicolella - film TV (1994)
- La signora in giallo (Murder, She Wrote) – serie TV, episodio 11x4 (1994)
- Vanishing Son - serie TV, episodio 1x04 (1995)
- Sisters - serie TV, episodi 6x06-6x08 (1995)
- The Burning Zone - serie TV, 11 episodi (1996-1997)
- Chicago Hope - serie TV, episodi 2x22-5x11 (1996-1998)
- Sentinel - serie TV, episodio 2x18 (1997)
- The Last Man on Planet Earth, regia di Les Landau - film TV (1999)
- Seven Days - serie TV, episodio 1x20 (1999)
- Will & Grace - serie TV, episodio 2x09 (1999)
- Runaway Virus - La piaga del millennio (Runaway Virus), regia di Jeff Bleckner - film TV (2000)
- Nash Bridges - serie TV, episodi 6x05-6x08 (2000)
- The Michael Richards Show - serie TV, episodio 1x07 (2000)
- FreakyLinks - serie TV, episodio 1x13 (2001)
- Walking Shadow - serie TV, episodio 1x13 (2001)
- Providence - serie TV, episodio 4x05 (2001)
- Crossing Jordan - serie TV, episodi 1x02-1x05-1x08 (2001)
- Destiny, regia di John Herzfeld - film TV (2001)
- The Shield - serie TV, episodio 1x01 (2002)
- For the People - serie TV, episodio 1x06 (2002)
- JAG - Avvocati in divisa (JAG) - serie TV, 7 episodi (2002-2003)
- 24 - serie TV, 5 episodi (2002-2003)
- The Agency - serie TV, episodi 2x21-2x22 (2003)
- Codice Matrix (Threat Matrix) - serie TV, episodio 1x08 (2003)
- Squadra Med - Il coraggio delle donne (Strong Medicine) - serie TV, episodio 5x06 (2004)
- North Shore - serie TV, episodi 1x14-1x21 (2004-2005)
- Jane Doe - La dichiarazione d'indipendenza (Jane Doe: Now You See It, Now You Don't), regia di Armand Mastroianni (2005)
- Commander in Chief - serie TV, episodio 1x11 (2006)
- Stargate SG-1 - serie TV, episodi 9x17-9x19 (2006)
- Stargate Atlantis - serie TV, episodi 3x01-5x15 (2006-2008)
- Eureka – serie TV, 5 episodi (2006-2009)
- Pandemic - Il virus della marea (Pandemic), regia di Armand Mastroianni – miniserie TV (2007)
- Women's Murder Club - serie TV, episodio 1x07 (2007)
- Heroes - serie TV, episodi 2x09-3x12-4x15 (2007-2010)
- Saving Grace - serie TV, episodio 2x01 (2008)
- Twenty Good Years - serie TV, episodio 1x12 (2008)
- Two Sisters, regia di Margaret Cho - film TV (2008)
- General Hospital - soap opera, 6 puntate (2008-2009)
- Detective Monk (Monk) – serie TV, episodio 7x16 (2009)
- The Mentalist - serie TV, episodio 1x16 (2009)
- Criminal Minds – serie TV, episodio 4x24 (2009)
- CSI: Miami - serie TV, episodio 7x25 (2009)
- Private Practive - serie TV, episodio 3x05 (2009)
- Memphis Beat - serie TV, episodio 1x10 (2010)
- Law & Order: LA (Law & Order: Los Angeles) – serie TV, 10 episodi (2010-2011)
- The Chicago Code - serie TV, episodio 1x10 (2011)
- The Protector - serie TV, episodio 1x08 (2011)
- Glee – serie TV, episodi 3x03-3x05-3x22 (2011-2012)
- Il tempo della nostra vita (Days of Our Lives) - soap opera, 3 puntate (2012)
- Make It or Break It - Giovani campionesse (Make It or Break It) - serie TV, episodio 3x06 (2012)
- Touch - serie TV, episodio 1x11 (2012)
- Hollywood Heights - Vita da popstar (Hollywood Heights) - serie TV, episodi 1x77-1x78 (2012)
- Bones – serie TV, episodio 8x13 (2013)
- True Blood – serie TV, episodi 6x01-6x08 (2013)
- Resurrection – serie TV, 5 episodi (2013-2014)
- NCIS: Los Angeles - serie TV, episodio 6x07 (2014)
- Le regole del delitto perfetto (How to Get Away with Murder) – serie TV, episodi 1x07-1x10 (2014-2015)
- Teen Wolf – serie TV, 16 episodi (2014-2017)
- Zoo - serie TV, episodio 1x03 (2015)
- Chasing Life - serie TV, 5 episodi (2015)
- Berlin Station - serie TV, 10 episodi (2016)
- The Good Doctor – serie TV, 37 episodi (2017-2019)
- Counterpart - serie TV, episodio 1x08 (2018)
- First World Problems, regia di Dean Lim - cortometraggio TV (2018)
- L'uomo nell'alto castello (The Man in the High Castle) – serie TV, 6 episodi (2018-2019)
- Cobra Kai – serie TV, episodi 1x04-3x04-3x05 (2018-2021)
- Star Trek: Picard – serie TV, 6 episodi (2020)
- Monarch: Legacy of Monsters – serie TV, episodi 1x01-1x02-1x05 (2023)
- Avatar - La leggenda di Aang (Avatar: The Last Airbender) – serie TV, episodio 1x02 (2024)
- Dead Boy Detectives - serie TV, episodio 1x08 (2024)

### Doppiatrice

#### Cinema
- Voice Your Vote, regia di Kenn Kashima - cortometraggio direct-to-video (1996) - narratrice, non accreditata

#### Televisione
- The Karate Kid - serie animata, episodio 1x01 (1989)
- DuckTales - Avventure di paperi (Duck Tales) - serie animata, episodio 3x06 (2020)
- Blue Eye Samurai - serie animata, episodi 1x07-1x08 (2023)
- Ultraman: Rising, regia di Shannon Tindle – film TV (2024)

#### Videogiochi
- 007: Nightfire (2002)

### Produttrice
- Voice Your Vote, regia di Kenn Kashima - cortometraggio direct-to-video (1996)

### Sceneggiatrice
- Voice Your Vote, regia di Kenn Kashima - cortometraggio direct-to-video (1996)

## Radio
- Purple Heart Warriors - serie di podcast (2024)

## Discografia

### Album in studio
- 1987 - Sweet Surprise

### Audiolibri
- 2017 - Rebecca Sheir The Rice Cakes and the Oni (con Hudson Yang e Corey Harris)

## Riconoscimenti
- Asian American International Film Festival
  - 2001 - Asiam Media Award
- Austin Revolution Film Festival
  - 2017 - Candidatura alla miglior attrice statunitense - cortometraggio per Real Artists
- FantaSci Film Fest
  - 2017 - Miglior attrice per Real Artists
- FilmQuest
  - 2017 - Candidatura alla miglior attrice non protagonista (cortometraggio) per Real Artists
- Miami International Science Fiction Film Festival
  - 2018 - Miglior attrice non protagonista, cortometraggio per Real Artists
- Nikkei International
  - 1985 - Miss Nikkei International
- Nisei Week Japanese Festival
  - 1984 - Reginetta
- Online Film & Television Association
  - 2021 - Candidatura alla miglior attrice ospite in una serie comica per Cobra Kai
- Southern Shorts Awards
  - 2017 - Recitazione per Real Artists
- Young Artist Award
  - 1989 - Candidatura alla miglior giovane attrice guest star in una commedia, dramma o speciale per famiglie

## Doppiatrici italiane
Nelle versioni in italiano delle opere in cui ha recitato, Tamyln Tomita è stata doppiata da:
- Laura Boccanera in Benvenuti in paradiso, Il circolo della fortuna e della felicità, Star Trek: Picard
- Beatrice Margiotti in Bones, Le regole del delitto perfetto
- Micaela Esdra in Karate Kid II
- Laura Romano in CSI: Miami
- Claudia Razzi in Private Practice
- Alessandra Korompay in The Mentalist
- Sabrina Duranti in Law & Order: LA
- Alessandra Cassioli in Teen Wolf
- Roberta Pellini in Tekken
- Michela Alborghetti in NCIS: Los Angeles
- Marcella Silvestri in Berlin Station
- Francesca Fiorentini in The Good Doctor
- Giulia Catania ne L'uomo nell'alto castello
- Elisabetta Spinelli in Cobra Kai
- Anna Cesareni in Avatar: la leggenda di Aang

Da doppiatrice è sostituita da:
- Michela Alborghetti in Ultraman: Rising